# Annika Fohn
Annika Fohn (* 9. Februar 1987 in Würselen) ist eine deutsche Politikerin (CDU). Sie ist seit 2022 Abgeordnete im Landtag von Nordrhein-Westfalen.

## Leben
Nach dem Abitur 2006 am städtischen Gymnasium Würselen und einem Freiwilligen sozialen Jahr absolvierte Fohn eine Ausbildung zur Erzieherin an der Käthe-Kollwitz-Schule in Aachen. Im Anschluss nahm sie ein Studium an der RWTH Aachen auf, das sie 2018 mit dem Master of Arts in Bildungs- und Wissensmanagement sowie Soziologie abschloss. Sie war währenddessen als wissenschaftliche Mitarbeiterin am Lehrstuhl für Technik- und Organisationssoziologie der RWTH Aachen und beim Bundestagsabgeordneten Rudolf Henke tätig. Ab 2020 bis zu ihrer Wahl in den Landtag bereitete sie sich als Stipendiatin der Konrad-Adenauer-Stiftung auf die Promotion vor.

## Politik

### Landtag
Bei der Landtagswahl 2022 wurde sie als Abgeordnete in den Landtag von Nordrhein-Westfalen gewählt. Sie gewann das Direktmandat im Wahlkreis 2 (Aachen II) mit 32,5 Prozent der Erststimmen. Sie erhielt in absoluten Zahlen 15.948 Stimmen und hatte einen Vorsprung von 1.682 Stimmen vor dem Zweitplatzierten. Der Wahlkreis war in der Landtagswahl 2017 von Armin Laschet mit 623 Stimmen Vorsprung bereits ebenfalls für die CDU gewonnen worden.
Annika Fohn ist ordentliches Mitglied:
- im Wissenschaftsausschuss
- im Ausschuss für Schule und Bildung
- in der Enquetekommission „Künstliche Intelligenz - Für einen smarten Staat in der digitalisierten Gesellschaft“ als Sprecherin der CDU-Landtagsfraktion

Stellvertretendes Mitglied ist sie:
- im Ausschuss für Bauen, Wohnen und Digitalisierung
- im Ausschuss für Familie, Kinder und Jugend
- im Unterausschuss Personal des Haushalts- und Finanzausschusses
- im Sportausschuss
- in der Kommission zur Wahrnehmung der Belange der Kinder (Kinderschutzkommission)
- in der Enquetekommission „Chancengleichheit in der Bildung“[7]

### Weiteres politisches Engagement

#### Junge Union
Annika Fohn engagierte sich in der Jungen Union in verschiedenen Funktionen. Sie war unter anderem Kreisvorsitzende der Jungen Union im Kreisverband Aachen-Stadt von Februar 2016 bis Dezember 2022. Außerdem war sie von Oktober 2019 bis April 2024 Deutschlandrätin der Jungen Union Deutschlands.

#### Kommunal
Annika Fohn ist seit 2020 Mitglied im Rat der Stadt Aachen und dort Ausschussvorsitzende im Ausschuss für Personal und Verwaltung. Außerdem ist sie Mitglied im Ausschuss für Wissenschaft und Digitalisierung sowie im Sportausschuss als sportpolitische Sprecherin der CDU-Ratsfraktion tätig. Seit April 2023 ist sie Kreisvorsitzende der CDU Aachen. Zuvor war sie bereits im Kreisvorstand in anderen Funktionen aktiv, unter anderem seit April 2018 als stellvertretende Kreisvorsitzende. Sie wurde neben Armin Laschet als mögliche Kandidatin der lokalen CDU für das Amt der Oberbürgermeisterin der Stadt Aachen gehandelt, obwohl sie äußerte, ihren „Arbeitsschwerpunkt auf Landesebene zu sehen“. Letztlich wurde der Sozialdezernent der StädteRegion Aachen Michael Ziemons als Kandidat aufgestellt.

#### Themen und Branchen
Annika Fohn ist seit Oktober 2015 Mitglied im Vorstand der Mittelstands- und Wirtschaftsunion Nordrhein-Westfalen. Seit Dezember 2022 ist sie Vorstandsmitglied im „cnetz – Verein für Netzpolitik e. V.“.